# Jadwiga Korniłowiczowa
Jadwiga Sienkiewicz-Korniłowiczowa (ur. 13 grudnia 1883 w Warszawie, zm. 29 grudnia 1969 tamże) – polska tłumaczka literatury francuskiej i angielskiej, malarka oraz poetka. Córka Henryka Sienkiewicza i Marii Sienkiewicz (z domu Szetkiewicz), żona Tadeusza Korniłowicza, matka Marii.

## Życiorys

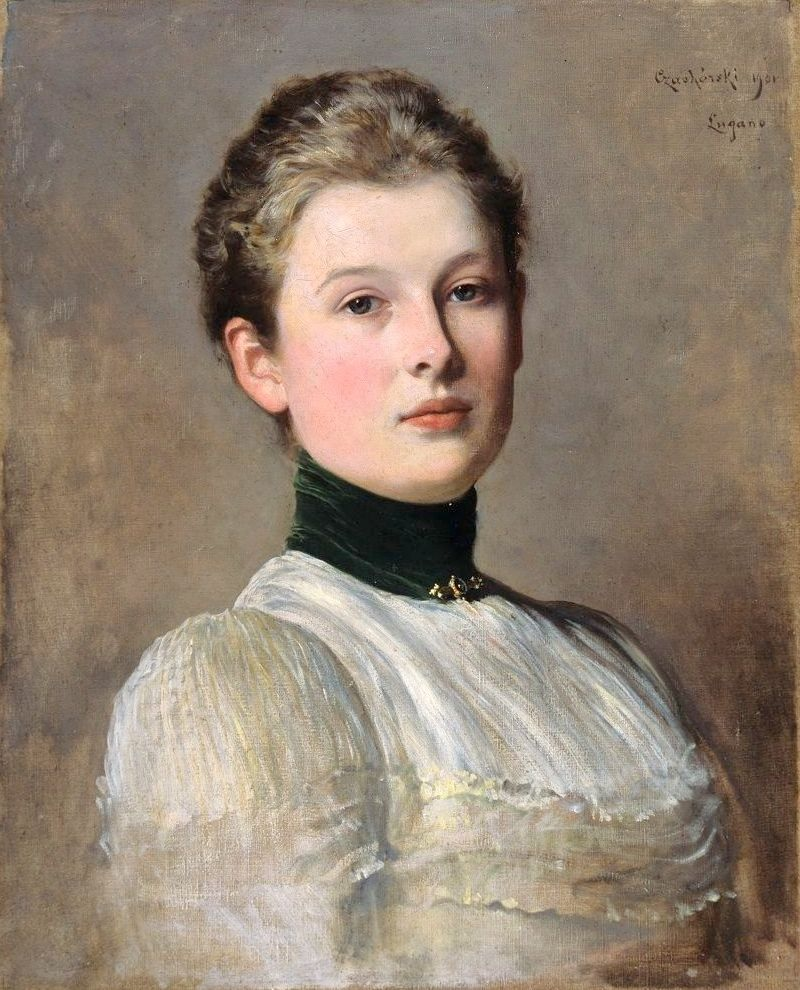
Władysław Czachórski – portret Jadwigi Sienkiewiczówny (1901)

Urodziła się 13 grudnia 1883 w Warszawie. Do 1908 opiekowali się nią dziadkowie, Wanda z Mineyków i Kazimierza Szetkewiczów, którzy mieszkali w stolicy razem z Sienkiewiczem, który często przebywał za granicą. Ze względu na obawy związane z gruźlicą, odbywała wraz z ojcem podróże po znanych uzdrowiskach europejskich, a dodatkowo co roku przebywała w sanatorium Kazimierza Dłuskiego w Zakopanem.
Otrzymała staranne wykształcenie domowe, opanowała język angielski, niemiecki i biegle francuski. Studiowała także malarstwo w Warszawie u Miłosza Kotarbińskiego oraz w Paryżu w latach 1908–1913 (w École des Beaux Arts w prywatnej szkole Filipa Colarossiego). Ponadto uczęszczała jako wolny słuchacz na wykłady Henriego Bergsona na Sorbonie. Malowała głównie kwiaty i pejzaże, przeważnie techniką akwarelową i olejną. Wraz z Leonem Wyczółkowskim wykonała panneau kwiatowe (jeden z ośmiu obrazów składających się na całość był sygnowany przez Sienkiewiczówną, jeden przez oboje artystów). Większość jej obrazów spaliła się w 1944, dwa były własnością córki, Marii Korniłowicz. Dekoracja klatki schodowej pałacyku w Oblęgorku al fresco uległa zniszczeniu podczas powojennego remontu. W późniejszych latach zarzuciła malarstwo.
W 1910 Sienkiewicz powierzył córce wykonanie rysunków do „W pustyni i w puszczy”, ale projekt nie doczekał się realizacji. Dzięki znajomości francuskiego pomagała ojcu w prowadzeniu korespondencji zagranicznej. Przełożyła pięć pierwszych tomów „Jana Krzysztofa” Romaina Rollanda („Świt”, „Poranek”, „Młodzieniec”, „Bunt” – cz. I, „Bunt” – cz. II), które ukazały się w „Bibliotece Sfinksa” w latach 1911–1912. Tom III („Młodzieniec”) na karcie tytułowej nosił napis: „Przełożyli z upoważnienia autora Jadwiga Sienkiewiczówna i Henryk Sienkiewicz”, a rozdział III zatytułowany „Ada” zawiera dodatkową informację: „Tłumaczył Henryk Sienkiewicz”. Była to jednak tylko mistyfikacja, gdyż nie wypadało, by młoda panna sygnowała przekład śmiałych, jak na owe czasy, pod względem obyczajowym części powieści. W 1913 Sienkiewicz chciał powierzyć córce przekład „Legionów” na francuski, co nie doszło do skutku.
Po wybuchu I wojny światowej, w sierpniu 1914 Sienkiewiczówna wyjechała z Oblęgorka wraz z ojcem, Marią z Babskich Sienkiewiczową i bratem Henrykiem Józefem przez Kraków i Wiedeń do Szwajcarii, gdzie przebywała przez rok w Vevey, dopomagając pisarzowi w jego obowiązkach prezesa Komitetu Generalnego Pomocy Ofiarom Wojny w Polsce. Jesienią 1915 przyjechała do Krakowa i podjęła pracę pielęgniarki w szpitalu legionowym. Przez pewien czas pracowała w Bibliotece AU. Podczas plebiscytu cieszyńskiego była tłumaczką, a po śmierci babki, Wandy Szetkiewiczowej, którą się opiekowała, zaciągnęła się do wojska jako ochotniczka i brała udział w wojnie polsko-sowieckiej od sierpnia 1920 w pomocniczej służbie kobiet. Sienkiewiczówna została zdemobilizowana wiosną 1921.
Po wojnie Sienkiewiczówna kontynuowała działalność przekładową, tłumacząc Alfreda de Vigny „O niewoli i wielkości służby wojskowej” (Lwów 1922, z przedmową przyszłego męża Tadeusza Korniłowicza) oraz – z języka angielskiego – „Listy o Polsce” (Warszawa 1922) napisane przez Belga Charlesa Sarolea, a informujące opinię europejską o sytuacji Polski bezpośrednio po odzyskaniu przez nią niepodległości. Autor zaprosił tłumaczkę do objęcia posady w Szkocji, gdzie wówczas miał katedrę na uniwersytecie w Edynburgu, jednak Sienkiewicz tej propozycji nie przyjęła. 23 października 1923 poślubiła Tadeusza Korniłowicza i zamieszkała z nim w Warszawie. Przełożyła Conrada Korzeniowskiego „Smugę cienia” (Warszawa 1925).

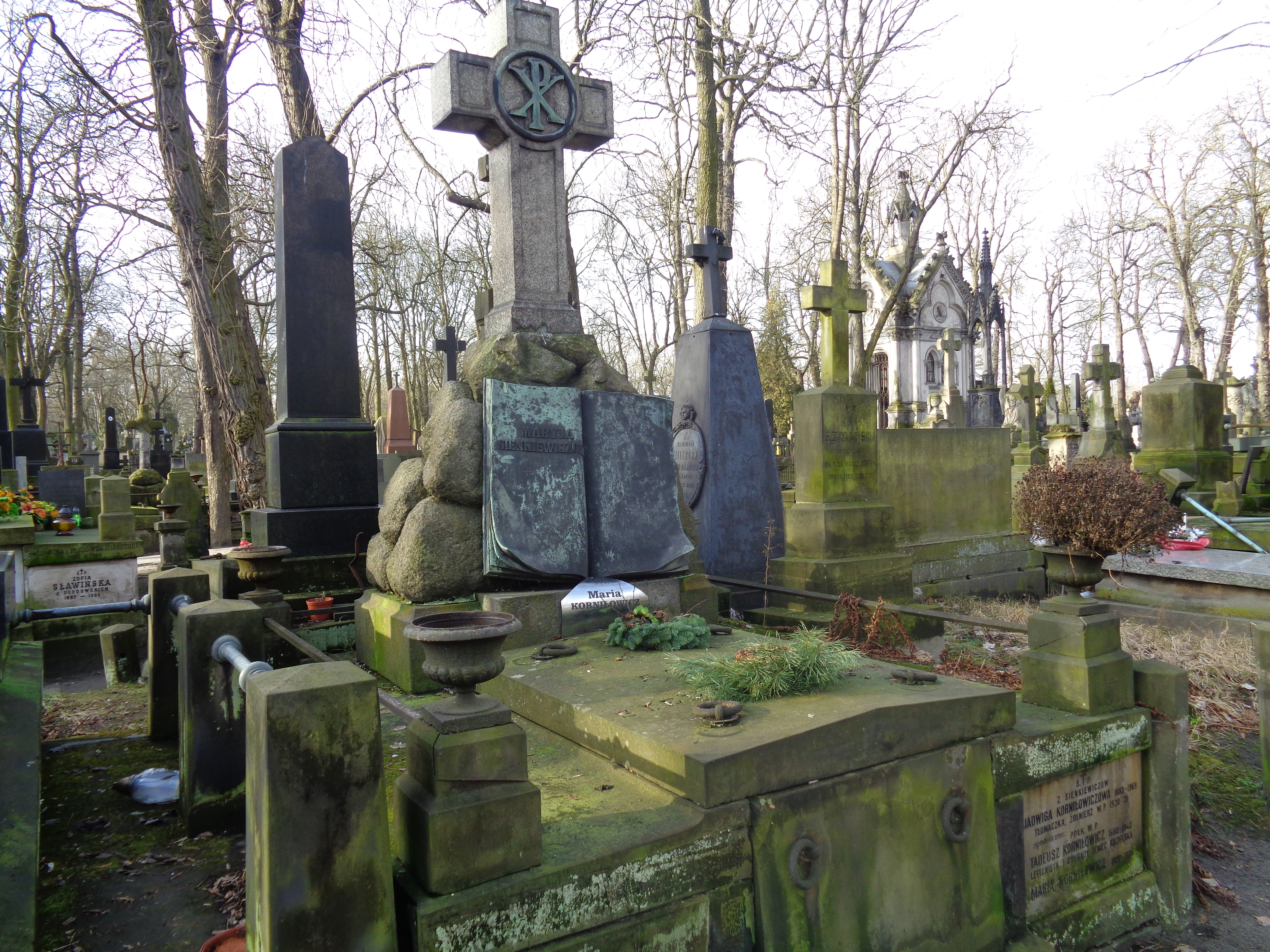
Grób Jadwigi Korniłowicz na cmentarzu Powązkowskim

Po rozstaniu się z mężem w 1939, oficerem Wojska Polskiego, aresztowanym na Wschodzie przez NKWD, drugą wojnę światową i powstanie warszawskie w 1944 przeżyła Sienkiewicz w Warszawie. Po powstaniu mieszkanie zostało spalone wraz z wszystkimi pamiątkami rodzinnymi, które się w nim znajdowały, m.in. z listami Sienkiewicza do Marii z Szetkiewiczów, narzeczonej, a później żony. Do Warszawy wróciła z Krakowa w 1950. Po II wojnie światowej ogłosiła tłumaczenie Conrada „Złotej strzały” (Kraków 1948, wraz z Anielą Zagórską), a następnie „Nostromo” (Warszawa 1959). Z francuskiego spolszczyła – wespół z siostrą Katarzyną z Lasek (Zofią Steinberg) – ascetyczne dzieło Kolumba Marmiona i Josepha Marie’a Perrina „Zjednoczenie z Bogiem. W tajemnicy Ojca” (Poznań luty 1961) oraz – wespół z córką Marią Korniłowicz – „Wagner, historia artysty” (Warszawa 1962). Tłumaczyła też nowele Oscara Wilde’a i Thomasa Hardy’ego. Swoje przekłady podpisywała nazwiskiem Sienkiewiczówna, a dopiero po 1945 – Korniłowiczowa. Sienkiewicz-Korniłowiczowa zmarła 29 grudnia 1969 w Warszawie i została pochowana na cmentarzu Powązkowskim w grobie rodzinnym.
Ze związku z Tadeuszem Korniłowiczem Sienkiewicz-Korniłowiczowa pozostawiła córkę Marię Korniłowicz, tłumaczkę, autorkę książek o swym dziadku.

## Tłumaczenia
Autorka tłumaczeń na język polski, m.in.:
- Joseph Conrad Smuga cienia (polskie wydanie w 1925 i kilka późniejszych),
- Joseph Conrad Nostromo. Opowieść z wybrzeża (polskie wydanie w 1959 i kilka późniejszych),
- Joseph Conrad Złota strzała (wspólnie z A. Zagórską, polskie wydanie w 1948 i parę późniejszych),
- Romain Rolland Jan Krzysztof (polskie wydanie w 1911 i kilka późniejszych),
- Alfred de Vigny „O niewoli i wielkości służby wojskowej” (polskie wydanie w 1922),
- Oscar Wilde Upiór z Canterville (polskie wydanie w 1989),
- Thomas Hardy W pewnym miasteczku (polskie wydanie w 1962),
- Thomas Hardy Pierwsza hrabina Wessex: opowiadania (polskie wydanie w 1977),
- Charles Saroléa Listy o Polsce (polskie wydanie w 1923).